# 驢馬 (雑誌)
驢馬（ろば）は、1920年代の日本の同人雑誌。1926年（大正15年）4月から1928年（昭和3年）5月まで刊行され、全12冊で終刊した。
中野重治、窪川鶴次郎、堀辰雄、西沢隆二、宮木喜久雄、平木二六が中心となり刊行された。「驢馬」という名前は堀辰雄の提案で決まった。彼ら同人が創刊前後に集まっていた駒込神明町（現・文京区本駒込）動坂のカフェ「紅緑」（こうろく）には、当時そこで女給をしていた田島イネ（佐多稲子）がいて、窪川鶴次郎と結婚することになった。
当時のプロレタリア文学運動の盛行にあわせ、堀辰雄以外の同人はのちに結成された全日本無産者芸術連盟（ナップ）に参加した。中野重治は1954年に書いた自伝的小説『むらぎも』のなかで、この時代を作品化している。作中では『土くれ』という雑誌名になっている。